# Беркенхед
Беркенхед (енгл. Birkenhead) је град у Уједињеном Краљевству у Енглеској. Према процени из 2007. у граду је живело 80.604 становника.

## Становништво
Према процени, у граду је 2008. живело 80.604 становника.
| 1981.  | 1991.  | 2001.  |
| ------ | ------ | ------ |
| 99,075 | 93,087 | 83,729 |